# Dean Heller
Dean Heller, född 10 maj 1960 i Castro Valley, Kalifornien, är en amerikansk republikansk politiker. I maj 2011 utnämnde Nevadas guvernör Brian Sandoval honom till ledamot av USA:s senat, för att ersätta John Ensign som avgått från uppdraget i förtid. Före utnämningen representerade Heller Nevadas andra valkrets i USA:s representanthus från 2007 till 2011.
Heller gick i skola i Carson High School i Carson City. Han utexaminerades 1985 från University of Southern California. Han arbetade sedan som börsmäklare.
Heller var delstatens statssekreterare (Nevada Secretary of State) 1995–2007. Kongressledamoten Jim Gibbons kandiderade i guvernörsvalet i Nevada 2006 och vann valet. Heller besegrade demokraten Jill Derby i kongressvalet i USA 2006. Han besegrade Derby på nytt två år senare.
Heller kandiderade för en andra mandatperiod i valet 2018 och han blev besegrad av demokraten Jacky Rosen. Heller var den enda republikanska amerikanska senatorn som förlorade omval i valet 2018.

## USA:s senat
Dean Heller ställde upp i omval år 2018 för en andra mandatperiod som senator.
I september 2017 konstaterade NBC News att Heller var "allmänt betraktad som den mest hotade senatorn upp för omval i nästa års mellanårsval". Han beskrevs ha "väsentlig motstånd från konservativa inom sitt eget parti och en allmän väljarkår som trender demokratiskt," och att ha "ett svårt förhållande till president Donald Trump."
I november 2018 besegrades Heller av den demokratiska kandidaten Jacky Rosen. Rosen fick 50 procent av rösterna mot Hellers 45 procent.

## Politiska ställningstaganden

### Abort
Heller röstade emot federal finansiering för abort. Han stödde rätt till abort vid våldtäkt, incest eller livshotande skada för modern.
Heller fick "stor kritik" våren 2017 efter att han berättade för en publik i Reno att han hade "inga problem" med att finansiera Planned Parenthood.

### Vapenpolitik
National Rifle Association stödde Heller under sin senatskampanj 2012.
Under sin kampanj 2012 var han värd för ett kampanjrally i en vapenbutik i Las Vegas.
Under 2013 röstade Heller emot lagstiftning för att begränsa vapenmagasinskapacitet och för att utöka bakgrundskontroller av vapenförsäljning vid vapenshower.